# Skånska fornlämningar

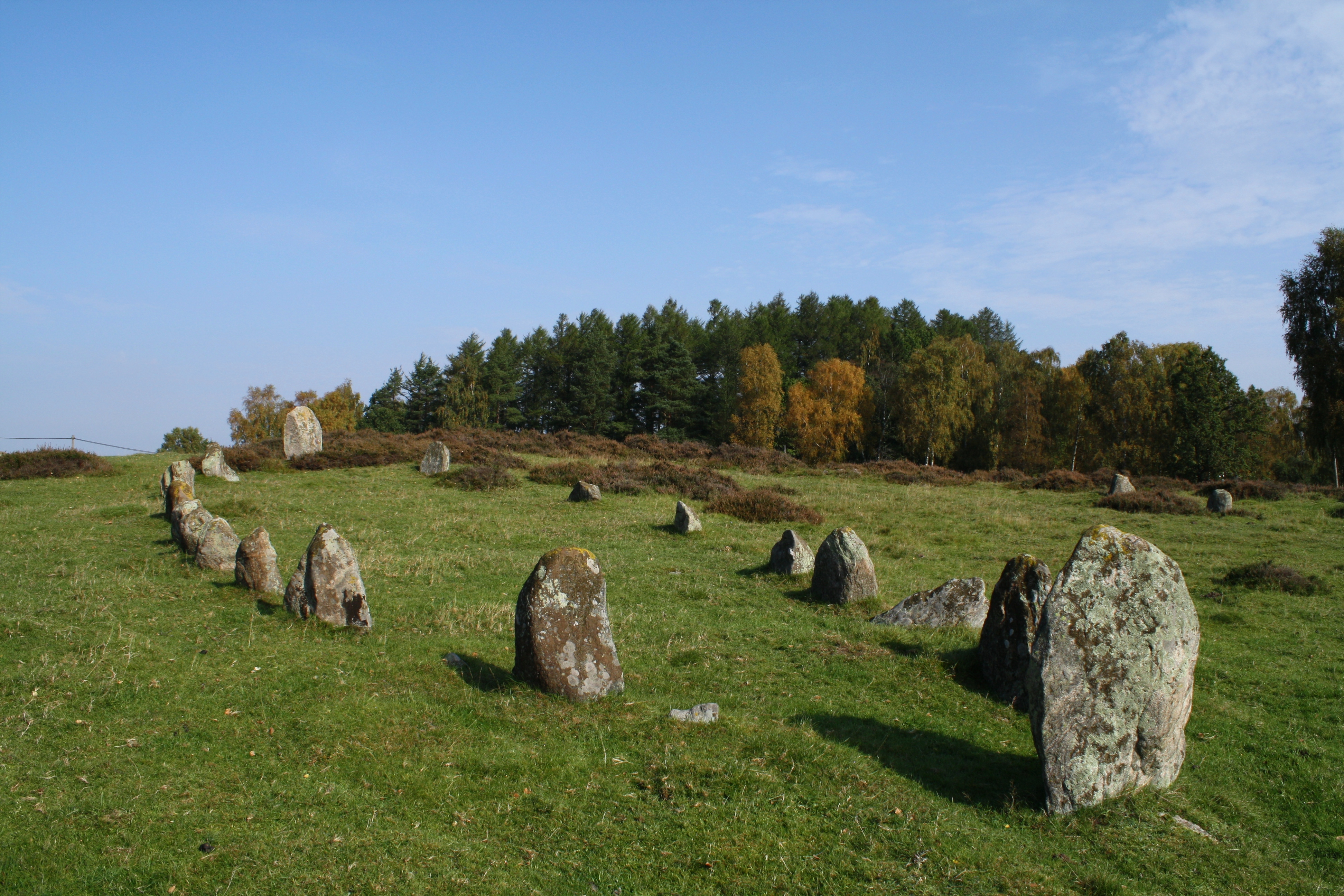
Skeppssättning från Vätteryds gravfält i Skåne

Skåne var det av Sveriges landskap som först blev isfritt då den senaste istiden tog slut. Det var också det landskap som först befolkades och är följaktligen rikt på fornlämningar från såväl mesolitisk tid som från senare arkeologiska perioder. Till följd av det intensiva jordbruket i regionen, har många fornlämningar plöjts bort av traktorer med tunga redskap eller förstörts av utdikningar. För den som inte har arkeologiska eller antikvariska intressen finns de ändå i sådant antal att de räcker och blir över. De mer spektakulära och/eller berömda listas här nedan.
Stenålder
- Barumskvinnan, tidigare benämnd Bäckaskogskvinnan, begravdes under mesolitikum i närheten av Ivösjön men finns idag på Historiska museet i Stockholm.
- Gillhög är en restaurerad gånggrift från yngre stenåldern ett stycke från Barsebäck.
- Havängsdösen
- Skegriedösen
- Dubbeldösarna i Snarringe

Bronsålder
- Kiviksgraven
- Dagshög är Skånes största gravhög och ligger vid havskanten ett par kilometer söder om Torekov i Båstads kommun.
- Kungshögarna i Oxie
- Kungshögen i Höllviken
- Fuglie gravhögar, Skandinaviens största höggravfält
- Järrestads hällristningar
- Hällristningarna vid Simrislund

Järnålder
- Gudahagen i Näsum
- Ales stenar
- Skeppssättningen i Södra Ugglarp
- Vätteryds gravfält är ett gravfält med ett 20-tal skeppssättningar och ca 375 resta stenar 2 km söder om Sösdala. Yngre järnåldern.
- Sliprännorna i Gantofta
- Tullstorpstenen
- Runstenarna vid Simris kyrka, Simrisstenen 1 och Simrisstenen 2
- Västra Strömonumentet
- Ringborgen i Trelleborg
- Uppåkra (fyndplats)

Medeltid
- Lindholmens borgruin
- Stjärneholms borgruin
- Herrevads kloster
- Lemmeströ kyrkoruin
- Åhus borgruin
- Biskopskällaren på Ivö